# Holland Boys Choir
Het Stadsknapenkoor Elburg, vanaf 1996 Holland Boys Choir genoemd, was een Nederlands jongenskoor uit Elburg dat in 1984 was opgericht door Pieter Jan Leusink. Het is niet meer actief.
Het koor had een eigen stijl gebaseerd op de Engelse koortraditie. Het Holland Boys Choir heeft vele CD's en DVD's opgenomen. Onder andere zijn in 2000 alle 200 religieuze cantates van Bach op 60 CD's opgenomen.
Het koor trad ook regelmatig op voor radio en tv.
Het koor gaf enkele jaarlijks terugkerende concertreeksen, namelijk uitvoeringen van de Matthäus-Passion van Johann Sebastian Bach, een serie Zomerconcerten (die jaarlijks bezocht werd door ruim 9000 mensen) en diverse kerstconcerten in december in samenwerking met de pianisten Jan Vayne en Louis van Dijk.